# Leiva (Spagna)
Leiva è un comune spagnolo di 253 abitanti situato nella comunità autonoma di La Rioja. Vi nacque Antonio de Leyva.